# Elisa Gold

## Biografía
Hija de "Lidia De Panicis", empresaria de origen napolitano y "Umberto Agnelli", empresario y constructor de origen Bresciano; vivió su adolescencia en las afueras de Milán y estudió en la Escuela Superior de Arte de Brera. A los diecisiete años se mudó a Ibiza y se sumergió en el mundo artístico como Celebridad de internet.
En el mundo del entretenimiento se le conoce como Elisa Gold, apodo que adoptó desde pequeña por distintas razones; el color dorado es de sus favoritos, también por una conexión con el nombre de su abuela materna.
A los 18 años, pasó a formar parte del grupo de baile "Pacha de Ibiza", trabajando con exitosos DJs internacionales. Para el mismo 2010 fue tronista en el programa de televisión Mujeres y hombres y viceversa, en donde figuró como pretendiente. Posteriormente viajó a España y ahí participó en varios programas de televisión, lo que le permitió darse a conocer y así ganarse el público español.
A lo largo de su carrera, Elisa descubrió que además tiene otros talentos, y es que también se adentró en el mundo de la música como cantante y en el de la moda como empresaria y modelo. Se consagró como una joven emprendedora compartiendo su amor por el mar y el sol; creando así en 2018 su marca "Elisa De Panicis". Durante la semana de la moda presentó su colección de biquinis y abrigos.

## Televisión
Su primera aparición en la televisión la obtuvo en 2010, cuando se involucró con el grupo de danza "Pacha de Ibiza". Tras darse a conocer, Elisa Gold encontró tener participación en una larga lista de programas que han sido transmitidos en distintas partes del mundo:
- Appuntamento al buio (Real Time, 2011)[7]
- Uomini e Donne (Canale 5, 2012)[8]
- Supervivientes (Telecinco, 2015)[9]
- Mujeres y Hombres (Telecinco, 2015)[10]
- Doble tentación (Mega TV, 2018)[11]
- Les Vacance Des Anges 3 (NRJ 12, 2018)[12]
- Les Anges 11 Miami (NRJ 12, 2019)[13]
- Les anges 12 Hong kong (NRJ 12, 2020)[14]
- Grande Fratello VIP 4 (Canale 5, 2020)[15]

## Música
Su pasión por la música nació en 2016 con el lanzamiento de su primer sencillo "Media Naranja"; una canción de reggaetón en español, que habla del amor, del dulce destino y la alegría de vivir un primer amor. Fue producida por "Music Hit Factory".
Para julio de 2021 lanza el tema "Soy Divina", con una puesta en escena totalmente distinta a la anterior, con esta tenía como objetivo contagiar confianza, feminidad y autoestima a cualquier mujer que escuchara su letra. Para diciembre del mismo año lanza "Dale", bajo el sello "ONErpm"; en esta oportunidad la canción narra la historia de un encuentro fugaz, un amor intenso, vivido rápidamente. 
Para esta producción contó con la colaboración de uno de los mejores productores colombianos: "Tuny D", conocido por su trabajo con Sebastián Yatra, Justin Quiles y más.
En marzo de 2022 se lanza su cuarto sencillo "Tiko Tak". La historia de un "juego sexual", donde la mujer dicta las reglas.

### Discography

#### Singles
- 2016 – Media Naranja
- 2021 – Soy Divina
- 2021 – Dale
- 2022 – Tiko Tak

## Moda
Como modelo ha sabido posicionarse, ha tenido la oportunidad de ser protagonista de distintas portadas de revistas a lo largo de su carrera: 
- L'Officiel - India (Septiembre de 2019)[20]
- Harpes Bazaar - Serbia (Mayo de 2020)[21]
- Harpes Bazaar - Vietnam (Octubre de 2020)[22]
- Glamor - Bulgaria (agosto de 2020)[23]
- Elle - Bulgaria (Septiembre de 2020)[24]
- Grazia - Serbia (Octubre de 2020)[25]
- Instyle - Russia (Junio de 2020)[26]
- Maxim - Mexico (Noviembre de 2020)[27]
- L'Officiel - Austria (Mayo de 2021)[28]